# 무라오카 하나코
무라오카 하나코 (村岡 花子, 1893년 (메이지 26년) 6월 21일 ~ 1968년 (쇼와 43년) 10월 25일)는 일본의 번역가, 아동문학가, 아동문학에서 유명한 몽고메리의 많은 작품과, 엘레나 포터, 올컷 등의 작품의 번역을 담당했다. 기독교문필가협회 (현 일본크리스천 펜클럽) 초대회장 (재임 1952년 (쇼와 27년) 6월 ~ 1958년 (쇼와 33년) 10월)을 맡았다.

## 생애

### 성장기
야마나시현 코후시의 안나카 잇페이 · 테츠 부부의 장녀로 태어났다. 본명은 무라오카 하나(村岡 はな, 결혼 전 성 : 안나카 (安中)이다.
크리스천인 아버지의 희망에 의해, 2살에 캐나다 감리교의 코후교회에서 코바야시 코우타이 목사로부터 유아세례를 받는다. 아버지인 잇페이는 슨푸 (현 시즈오카시)의 작은 차(茶)상인의 집에서 태어나, 차(茶)를 팔러 행상을 돌던 중에, 캐나다 감리교회에 출입하게 되어, 열성적인 크리스천이 된다. 포교를 하던 도중, 코후로 옮겨와 살게 되었고, 그곳에서 만난 테츠와 결혼하여 그녀의 친정에서 살게된다. 교회 교류로 새로운 문화의 영향을 받은 잇페이는 영리한 큰 딸 하나에게 과잉 기대를 걸었다.

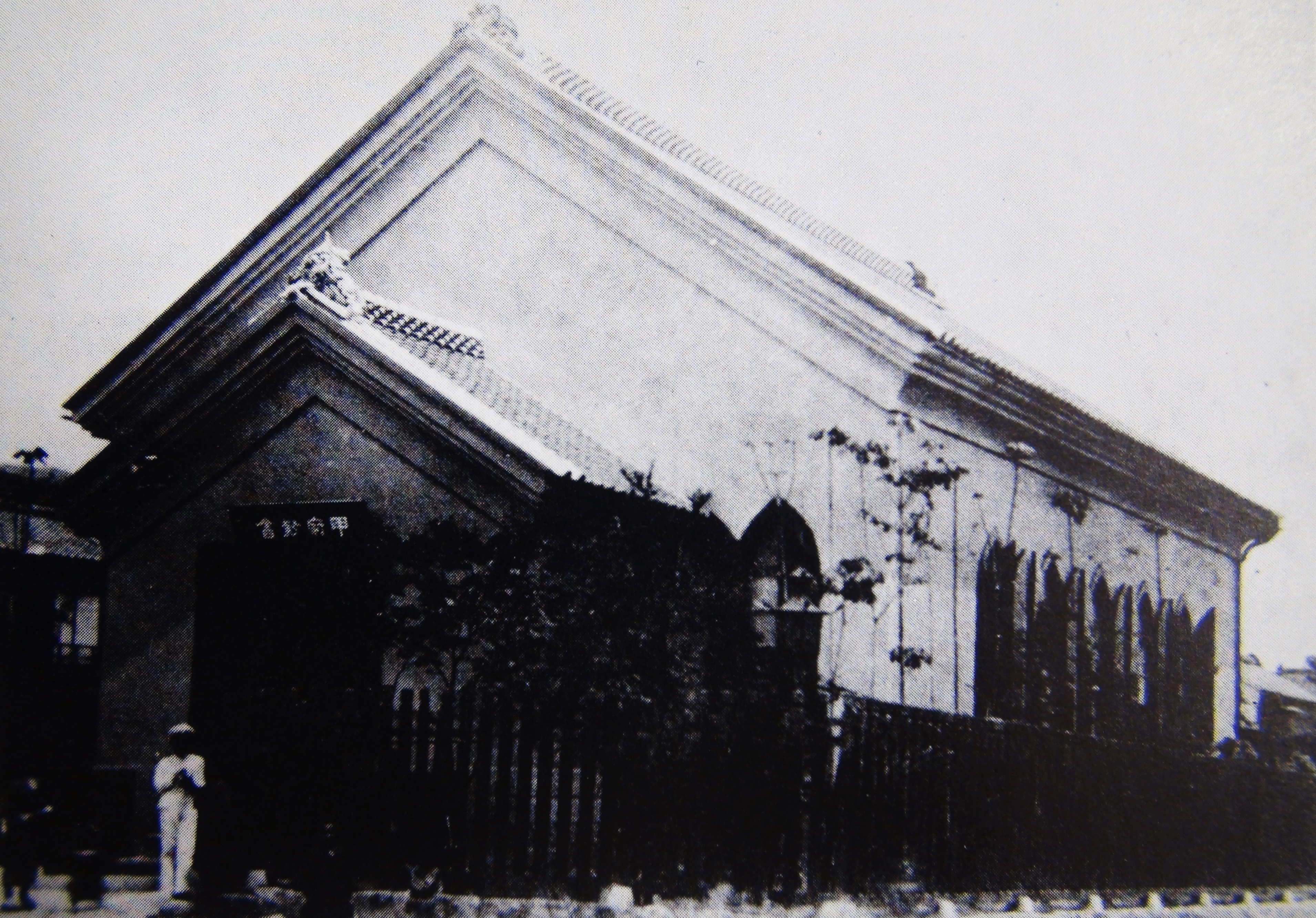
코후교회 초대교회당.1892년 (메이지 25년) 무렵 촬영. 당시의 소재지 : 코후시 사쿠라쵸 (현 코후시 츄오2쵸메)

상식에 얽매이지 않고, 장사도 팽개친 채 이상을 추구하는 잇페이는 처가나 친척들과 실랑이가 끊이지 않자, 하나가 5살 때 연을 끊고, 일가족이 상경해 미나미시나가와에서 엽차가게를 운영하게 된다. 죠난진죠소학교에 다니게 된 하나는, 심상풍경을 단가로 표현하고, 구작을 지어 읊으며 즐기는 어린 시절을 보냈다. 그 무렵, 사회주의 활동에 참가한 잇페이는 특히 교육의 기회균등을 호소하며, 딸의 재능을 키우기 위해, 분주히 움직여서 1903년 (메이지 36년), 학교 창설자와의 신앙상 연결 덕분에, 10살의 하나를 토요에이와여학교에 급비생으로 편입학 할 수 있게 하였다. 한편, 사족 생활은 궁핍해, 8남매 중 높은 교육을 받은 사람은 맏딸인 하나 뿐이고, 나머지 동생은 둘째 딸과, 셋째 딸을 남겨두고 모두 입양 아니면 다른 가게나 다른 집의 봉양 등으로 집을 나갔다. 하나의 입학은, 동생들의 희생으로 이루어졌다.

### 여학교 입학 이후
토요에이와여학교에서 캐나다인 I.S.블랙모어 선교사로부터 영어를 배워, 기숙사감 카모 레이코로부터 훈도를 받는 한편, 다이쇼 3미인 중 한명인 후의 뱌쿠렌 사건을 일으키는 동급생 야나기와라 아키코의 소개로 사사키 노부츠나의 「죽백회」에 들어가, 만엽집 등 일본의 고전문학을 배운다. 이때부터 필명인 「안나카 하나코 (安中花子)」를 쓰게 된다. 같은 학교 고등과 재학 중에 아일랜드 문학의 번역가 마츠무라 미네코 (가인, 필명 : 카타야마 히로코, 아쿠타가와 류노스케의 만년(晩年의 연인)의 권유로 동화를 집필. 모리 오가이 번역의 안데르센 『즉흥시인』에 감동하여, 번역가의 꿈을 갖는다. 1910년, 부인교풍회를 통해 부인 문제를 언급해 『부인신보』 등에 게재하고 편집도 맡았다.
1914년, 토요에이와여학교 고등부를 졸업하자, 블랙모어 교장의 배려로, 기숙사에 남아 여성 선교사들에게 일본어를 가르치면서, 일본 기독교부인교풍회 서기 일과, 영문학 연구를 계속하였다.
1916년경부터, 동화나 소녀소설을 『소녀화보』에 집필, 1917년 일본 기독교흥문협회의 첫번째 책 『로베』를 출간한다.
이것을 계기로 교사직은 그만두고, 도쿄 · 긴자의 기독교 도서 출판사인 일본 기독교흥문교회 (후에 교문관에 합병)에 여성용 · 어린이를 위한 잡지의 편집자로써 근무했다. 복음인쇄 합자회사의 경영자이자 기혼자였던 무라오카 케이조와 만나 불륜 끝에 1919년에 결혼, 이때부터 무라오카의 성을 따랐다. 1920년, 장남이 태어났지만 1926년에 병으로 요절했다. 이 일을 계기로 영어 아동문학 번역하고 소개하는 길로 들어섰다. 1927년, 카타야마 히로코의 권유에 의해 마크 트웨인 『The Prince and the Pauper (번역 : 왕자와 거지)』를 번역하여, 평범사에서 간행했다. 1928년에는 여성 문학자에 의한 동인 문예지 『火の鳥(불새)』의 창간 멤버가 되었다. 1930년, 『팔레아나의 성장 (후에 『팔레아나의 청춘』으로 바꿈)』을 번역하고 출판하였다.
1932년부터 1941년 11월까지 JOAK의 라디오 프로그램 『어린이 시간』의 한 코너인 『어린이의 신문』에 출연, 「라디오 아줌마」로서 인기를 얻어, 관객과 만담가가 그녀의 흉내를 낼 정도였다. 이 무렵, 번역 작품을 스스로 낭독한 SP레코드를 몇개 발매했다.

2차 세계대전 중에는 대정익찬회가 후원하는 대동아문학자대회에 참가하는 등, 전쟁 수행에 협조적인 자세를 취했다. 또한 이치카와 후사에의 권유로 부선획득동맹에 참가해, 부인 참정권 획득 운동에 협력하였다, 하지만 혼외자에 대한 법적 차별 철폐에는 반대했다. 그 외, 문부성 촉탁이나 행정 감찰 위원회 위원, 여류 문학자 협회 의사, 공명 선거 연맹 이사, 가정문고 연구회 회장, 기독교 문화 협회 부인부 위원 등을 역임했다. 1960년 아동문학에 대한 공헌으로 인수포장을 받는다. 1968년 뇌혈전으로 사망했다.
장남 미치오의 병사 후, 안타깝게도 그녀는 더 이상 아이를 낳지 못하게 되어, 그녀의 직계후손은 존재하지 않는다. 나중에 여동생의 우메코의 장녀 미도리 (1932년생)을 양녀로 삼는다. 미도리의 딸로, 하나코의 의붓손녀에 해당하는 무라오카 미에, 무라오카 에리는 모두 빨간머리 앤 기념관 · 무라오카 하나코 문고를 주재하고 있었다. (자료는 토요에이와에 기증되어 폐관. 2015년 이후, 토요에이와여학원 본부 · 대학원동 1층에 있는 「무라오카 하나코 문고 전시 코너」에 있다.)
기독교인으로서는 일본조합기독교회 오모리 메구미교회 (현 일본기독교단)의 회원으로 교회를 다녔다. 게다가 영어 찬송가를 번역했다. 일본 기독교단의 1954년 찬송가에도 2곡 (7번 『主のみいつとみさかえとを』, 277번 『わがたまをいつくしみて』)이 수록되어있다.

### 몽고메리와 무라오카
무라오카와 몽고메리의 만남은 일본을 떠나는 선교사 미스 쇼에게 전해진 『빨간머리 앤』의 원서인 1908년 겨울판이었다. 이 만남은 1939년의 일로, 무라오카는 등화관제 아래 번역을 계속하다가 종전 무렵에야 번역을 마쳤고, 1952년 미사카쇼보에서 출판한 『빨간머리 앤』은 일본 독자들에게도 널리 받아들여졌다. 무라오카는 이후 앤 시리즈, 에밀리 시리즈, 언덕집의 제인, 과수원 세레나데, 팻 아가씨 등 몽고메리의 작품을 차례대로 번역했다. 무라오카의 마지막 번역작인 『에밀리가 원하는 것(エミリーの求めるもの)』은 그녀가 죽은 후, 1969년 출간되었다.

### 약력
| 년도 | 내용 |
| ---- | --- |
| 1893 | 야마나시현 코후시에서 태어나 도쿄에서 자람. |
| 1904 | 토요에이와여학교에 편입 |
| 1914 | 토요에이와여학교 고등부 졸업. 영어교사로써 야마나시에이와여학교에 취직.                                                                             |
| 1914 | 친구와 함께 가집(歌集) 『さくら貝』 발행 |
| 1917 | 교문관(教文館)에 여성 · 아동용 잡지편집자로써 근무. 『로헨(爐邉)』을 일본기독흥문협회에서 첫 출판.                                                  |
| 1919 | 복음인쇄사장이자 기독교인 무라오카 케이조와 츠키지 교회 (현 일본 기독교단 긴자교회)에서 결혼. 오오모리에 신혼집을 차림                              |
| 1920 | 장남 미치오가 태어남 |
| 1923 | 관동대지진으로, 남편의 인쇄회사가 도산하여 고액의 부채를 안음.                                                                                      |
| 1926 | 자택에 출판 겸 인쇄회사인 청란사 설립. |
| 1926 | 5살인 장남 미치오가 이질로 사망 |
| 1927 | 마크 트웨인 『The Prince and the Pauper』을 번역, 『왕자와 거지』로써 발간                                                                          |
| 1932 | JOAK의 라디오 방송 『어린이의 신문』 코너에 출연. 「라디오 아줌마」로써 인기를 얻음.                                                                |
| 1932 | 여동생 우메코의 장녀 미도리가 태어남 (후에 양녀로 맞이함)                                                                                           |
| 1939 | 선교사 미스 쇼가 세계정세의 악화로 캐나다로 귀국. 몽고메리의 "Anne of Green Gables"를 선물로 받음. 그 후, 1941년 태평양전쟁 발발. 1945년 번역 완료. |
| 1942 | JOAK의 라디오 방송 『어린이의 신문』을 그만 둠 |
| 1952 | 일본 최초로 가정도서관인 미치오 문고 라이브러리를 자택에 개설. 몽고메리의 "Anne of Green Gables"을 번역해 『빨간머리 앤』으로 발간.                 |
| 1954 | 위다의 『플랜더스의 개』를 번역 출판. |
| 1955 | 『스토위부인』 번역 출판. |
| 1955 | 5월, 헬렌 켈러가 일본에 갔을 때, 통역을 맡음. |
| 1960 | 아동문학에 관한 공적으로 인수포장을 수상. |
| 1960 | 손녀 미에가 태어남. |
| 1963 | 남편 사망. |
| 1967 | 미국 방문. |
| 1967 | 손녀 에리가 태어남. |
| 1968 | 10월 25일, 뇌혈전으로 사망. 향년 75세. 묘소는 요코하마시 니시구 쿠보야마묘지                                                                        |

## 저역서
| 제목                                      | 원작가                                  | 출판년도 | 출판사                    |
| ----------------------------------------- | --------------------------------------- | -------- | ------------------------- |
| 화로 (炉辺)                               |                                         | 1917     | 일본기독교흥문협회        |
| 모세가 수학세시국                         |                                         | 1919     | 구세군                    |
| 왕자와 거지                               | 마크 트웨인                             | 1927     | 평범사                    |
| 왕자와 거지                               | 마크 트웨인                             | 1934     | 이와나미문고              |
| 왕자와 거지                               | 마크 트웨인                             | 1959     | 개정판                    |
| 꽃 피는 집                                | 페리                                    | 1929     | 교문관                    |
| 낯선 나라 모험 실화집                     | 카자린 크롱크                           | 1930     | 교육관 출판부             |
| 팔레아나의 성장 → (팔레아나의 청춘)       | 엘레나 포터                             | 1930     | 평범사                    |
| 팔레아나의 성장 → (팔레아나의 청춘)       | 엘레나 포터                             | 1930     | 카도카와 문고             |
| 언니는 주부 팔레아나 자매편               | 엘레나 에치 포터                        | 1932     | 교문관 출판부             |
| 스우언니                                  | 엘레나 에치 포터                        | 2014     | 카도카와 문고 카와데 문고 |
| 디킨스 이야기의 아이들                    |                                         | 1933     | 춘양당                    |
| 일본 이솝회화                             |                                         | 1933     | 대일본 웅변회 코단샤      |
| 성경이야기 → 에스텔 이야기                | 에스텔 루츠                             | 1935     | 기독교 출판               |
| 성경이야기 → 에스텔 이야기                | 에스텔 루츠                             | 1946     | 아이이쿠샤                |
| 성경이야기 → 에스텔 이야기                | 에스텔 루츠                             | 1956     | 신교출판사 (성경소년문고) |
| 애정의 길                                 | 위드머                                  | 1936     | 교문관 출판부             |
| 기쁨의 책                                 | 포터                                    | 1939     | 중앙공론사                |
| 어머니의 생활                             | 펄 벅                                   | 1940     | 제일서방                  |
| 집없는 천사                               | 방수원                                  | 1943     | 나카서점                  |
| 거인바위                                  | 나사니엘 호손 미미노 우사부로 (그림)    | 1948     | 하네다서점                |
| 노예 톰 이야기                            | 해리엇 비처 스토                        | 1948     | 쇼난서방                  |
| 장미의 소녀 여덟 사촌들 「여덟 사촌」     | 루이저 메이 올콧                        | 1948     | 신소국민사                |
| 장미의 소녀 여덟 사촌들 「여덟 사촌」     | 루이저 메이 올콧                        | 1948     | 카도카와 문고             |
| 화로의 고호로기                           | 디킨스                                  | 1949     | 류분도 (후의 신초문고)    |
| 제인에게 보내는 편지                      | 슐츠 여사                               | 1950~51  | 카스미쇼보                |
| 베니하코베                                | 오르치 부인                             | 1950     | 영보사                    |
| 베니하코베                                | 오르치 부인                             | 2014.09  | 카와데문고                |
| 예수 그리스도의 일생 가시나무 관의 임금님 | 노르만 에프 랑포르드                    | 1951     | 교문관                    |
| 행복한 왕자                               | 오스카 와일드                           | 1951     | 일본책방                  |
| 잭과 콩나무                               |                                         | 1951     | 조문각                    |
| 키다리 아저씨                             | 진 웹스터                               | 1951     | 아카네서방                |
| 공주이야기                                | 마리온 크로퍼드                         | 1952     | 다비드사                  |
| 플랜더스의 개                             | 위다                                    | 1952     | 일본서방 (후의 신초문고)  |
| 이상한 나라의 앨리스                      | 루이스 캐럴                             | 1952     | 조문각                    |
| 엘렌이야기                                | 워너                                    | 1952     | 포플러사                  |
| 빨간 머리 앤                              | L.M.몽고메리                            | 1952     | 미카사서방                |
| 빨간 머리 앤                              | L.M.몽고메리                            | 1954     | 신초문고                  |
| 크리스마스 캐롤                           | 디킨스                                  | 1952     | 신초문고                  |
| 어머니의 초상                             | 펄 벅                                   | 1952     | 다윗사 (후의 신초문고)    |
| 제인 애덤스의 생애                        | 저드슨                                  | 1953     | 이와나미 소년문고         |
| 사랑의 일가                               | 자퍼                                    | 1953     | 일본서방                  |
| 소공녀                                    | 버넷부인                                | 1954     | 아카네 책방               |
| 빨간 머리 앤의 속편 『앤의 청춘』         | L.M.몽고메리                            | 1954     | 신초문고                  |
| 피터라는 남자, 아내가 그린 남편의 초상    | 캐서린 마셜                             | 1954     | 창원사                    |
| 아기는 어디서 오는 거지?                  | S.M.글루엔베르그                        | 1955     | 중앙공론사                |
| 비밀의 화원                               | 버넷부인                                | 1955     | 포플러사                  |
| 어머니의 곡                               | 프로치                                  | 1955     | 고단샤                    |
| 사랑에 대한 연습                          | G.D.슐츠                                | 1955     | 중앙공론사                |
| 빨간 머리 앤 3편 앤의 애정                | L.M.몽고메리                            | 1955     | 미카사서방                |
| 장미와 반지                               | 사커레이                                | 1956     | 일본서방                  |
| 빨간머리 앤의 행복                        | L.M.몽고메리                            | 1956     | 고단샤                    |
| 낸시 언니                                 | 케이트 위긴                             | 1956     | 아키모토서방              |
| 빨간머리 앤 4편 앤의 친구                 | L.M.몽고메리                            | 1956     | 신초문고                  |
| 밤털 팔레아나                             | 엘레나 포터 무라오카 미도리와 같이 번역 | 1956     | 아키모토서방              |
| 물의 나라                                 | 킹스 레이                               | 1956     | 일본서방                  |
| 금사과 (북유럽 신화)                      |                                         | 1957     | 일본서방                  |
| 소공녀                                    | 버넷부인                                | 1957     | 일본서방                  |
| 노란 고양이의 비밀                        | 엘러리 퀸                               | 1957     | 하야카와 책방             |
| 빨간머리 앤 5편 앤의 행복                 | L.M.몽고메리                            | 1957     | 신초문고                  |
| 림바로스트의 처녀                         | 진 포터                                 | 1957     | 아키모토서방              |
| 림바로스트의 처녀                         | 진 포터                                 | 1990     | 카도카와문고              |
| 림바로스트의 처녀                         | 진 포터                                 | 2014.08  | 카와데문고                |
| 주근깨                                    | 진 포터                                 | 1957     | 아키모토서방              |
| 발레 슈즈                                 | 스트리트필드                            | 1957     | 고단샤                    |
| 과수원 세레나데                           | L.M.몽고메리                            | 1957     | 신초문고                  |
| 아기 사슴 이야기                          | 롤링스                                  | 1958     | 일본책방                  |
| 앤이 꿈꾸는 집 '앤의 꿈의 집'             | L.M.몽고메리                            | 1958     | 미카사서방                |
| 무지개 계곡의 앤                          | L.M.몽고메리                            | 1958     | 신초문고                  |
| 꽃다운 로즈                               | 올컷 사가와 카즈코와 같이 번역          | 1958     | 미카사서방                |
| 장미의 로잘린드                           | 카슬린 노리스                           | 1958     | 신초샤                    |
| 빨간머리 앤 7편 앤의 즐거운 가정          | L.M.몽고메리                            | 1958     | 미카사서방                |
| 앤을 둘러싼 사람들                        | L.M.몽고메리                            | 1958     | 미카사서방                |
| 소녀 팔레아나                             | 엘레나 포터                             | 1959     |                           |
| 바람 속의 에밀리 (귀여운 에밀리)          | L.M.몽고메리                            | 1959     | 아키모토서방              |
| 허클베리 핀의 모험                        | 마크 트웨인                             | 1959     | 신초문고                  |
| 비에 노래하는 에밀리 (에밀리는 뜬다)      | L.M.몽고메리                            | 1959     | 아키모토서방              |
| 속편 키다리 아저씨                        | 웹스터 마치다 히데코와 같이 번역        | 1959     | 카도카와문고              |
| 신의 영광                                 | 오놀레 모로우                           | 1959     | 카도카와문고              |
| 앤의 딸 리라 (10번째 빨간머리앤)          | L.M.몽고메리                            | 1959     | 신초문고                  |
| 옛날 옷 소녀                              | 올컷                                    | 1959     | 붕문당                    |
| 하이디의 아이들                           | 트리텐                                  | 1959     | 붕문당                    |
| 켈레가의 사람들                           | 위긴                                    | 1959     | 붕문당                    |
| 팻 아가씨                                 | L.M.몽고메리                            | 1960     | 붕문당                    |
| 언덕 집의 제인                            | L.M.몽고메리                            | 1960     | 신초문고                  |
| 성서이야기                                | 판 론                                   | 1960     | 카도카와문고              |
| 아르다운 폴리 오르콧 소녀 명작 전집       |                                         | 1961     | 이와사키 서점             |
| 장난 기관차 츄츄                          | 버지니아 리 버튼                        | 1961     | 복음관서점                |
| 앤디와 라이온                             | 제임스 도허티                           | 1961     | 복음관서점                |
| 외쳐라 사랑하는 나라여                    | 앨런 페이튼                             | 1962     | 성문사                    |
| 중공의 아이들                             | 마거릿 윌리                             | 1963     | 자유아시아사              |
| 기체만안한 사자                           | 루이즈 파티오                           | 1964     | 복음관서점                |
| 폴러스 이야기 1-3                         | 진 대류                                 | 1965     | 아카네 책방               |
| 흰꼬마                                    | 히긴스 프로티                           | 1967     | 고단샤                    |
| 난쟁이 비틀킨의 모험                      | 진 대률                                 | 1967     | 아카네 책방               |
| 세상에 준 그녀의 편지                     | 에밀리 디킨스 폴리 롱워스               | 1968     | 도쿄 메디컬 센터          |
| 에밀리가 찾는 것                          | L.M.몽고메리                            | 1969     | 신초문고                  |

| 제목                                                                     | 출판년도            | 출판사                  |
| ------------------------------------------------------------------------ | ------------------- | ----------------------- |
| 붉은 장미 황금의 그물 등 『무라오카 하나코와 붉은 머리 앤의 세계』       | 1926                | 청란사                  |
| 붉은 장미 황금의 그물 등 『무라오카 하나코와 붉은 머리 앤의 세계』       | 카와데서방신사 소장 |                         |
| 산의 눈                                                                  | 1928                | 청란사서방              |
| 강한 아름다운 여왕 이야기 · 착한 효녀 이야기                             | 1928                | 소양당서점              |
| 어린이를 위한 좋은 미가비의 노래                                         | 1931                | 교문관 출판부           |
| 무라오카 하나코 동화집                                                   | 1938                | 금의별사                |
| 세이쿠츠                                                                 | 1940                | 학년별 신선동화집 1학년 |
| 민들레의 눈 민들레의 눈 등 『무라오카 하나코와 붉은 머리 앤의 세계』     | 1941                | 츠루서방                |
| 민들레의 눈 민들레의 눈 등 『무라오카 하나코와 붉은 머리 앤의 세계』     | 카와데서방신사 소장 |                         |
| 영여소설 봄의 노래                                                       | 1946                | 애육사                  |
| 복숭아빛 달걀 지렁이의 여왕 등 『무라오카 하나코와 붉은 머리 앤의 세계』 | 1948                | 고문샤                  |
| 복숭아빛 달걀 지렁이의 여왕 등 『무라오카 하나코와 붉은 머리 앤의 세계』 | 카와데서방신사 소장 |                         |
| 꽃이 된 어린이 볓                                                        | 1948                | 미와서방                |
| 아름다운 출발 아름다운 출발 등 『무라오카 하나코와 붉은 머리 앤의 세계』 | 1949                | 신낭만사 아사다쇼텐     |
| 아름다운 출발 아름다운 출발 등 『무라오카 하나코와 붉은 머리 앤의 세계』 | 카와데서방신사 소장 |                         |
| 다람쥐의 꿈                                                              | 1949                | 후타바서점              |
| 금붕어 친구                                                              | 1952                | 고미네 서점             |
| 아줌마 말씀                                                              | 1952                | 카네코쇼보              |
| 마리아님 성모이야기                                                      | 1958                | 일본서점                |

일본 국립국회도서관 디지털 컬렉션에서 읽을 수 있는 책이 있다.
| 제목                                        | 출판년도 | 출판사                    |
| ------------------------------------------- | -------- | ------------------------- |
| 모심수상                                    | 1940     | 시대사                    |
| 조용히 생각하는 어머니 교육 시리즈          | 1941     | 신세이도                  |
| 마음의 향연 스필지                          | 1941     | 시대사                    |
| 우리 소녀들의 날 (편)                       | 1942     | 갑조서림                  |
| 모심초                                      | 1942     | 니시무라서점              |
| 어머니의 애행 (이마이 후쿠지로 공저)        | 1943     | 유세이도                  |
| 신일본 여성에게 보내다 (편)                 | 1946     | 하네다서점                |
| 낯선 나라에                                 | 1947     | 노동문화사                |
| 빗속의 미소                                 | 1947     | 신미사                    |
| 빛을 향하다                                 | 1947     | 융문당                    |
| 우정론                                      | 1947     | 쇼난서방                  |
| 자상한 어머니                               | 1948     | 코토부키서방              |
| 여학생의 생활과 우정론                      | 1951     | 고미네서점                |
| 초등학생 에티켓                             | 1951     | 아카네책방                |
| 생활의 흐름에 편승하여                      | 1953     | 도요경제신보사 (가정문고) |
| 부모와 아이                                 | 1953     | 요쇼보                    |
| 여성의 보람                                 | 1953     | 목서방 신서               |
| 눈에 띄는 순결 (편)                         | 1954     | 미카사신서                |
| 나이팅게일 적십자의 어머니                  | 1955     | 니혼쇼보                  |
| 스토부인 (세계 전기 전집)                   | 1955     | 고단샤                    |
| 세계 명작과 그 작가들 명작을 맛보기 위해    | 1957     | 사에라책방                |
| 헬렌 켈러                                   | 1957     | 카네코 책방               |
| 젊은 어머니에게 말하다                      | 1960     | 이케다서점                |
| 엄마와 아이 엄마에게 주문 12장              | 1961     | 목서점                    |
| 노력의 위인, 괴로움을 극복한 사람들         | 1962     | 아카네서방                |
| 산다는 것 - 무라오카 하나코 유고집          | 1969     | 아스나로 책방             |
| 무라오카 하나코 에세이 아름답게 살기 위해서 | 2014     | 주부와생활사              |

## 관련 작품
- 하나코가 보낸 선물 낭독 : 무라오카 하나코 (2014년 4월 16일 발매, 유니버설 뮤직)
  - UICZ-4301- SP레코드로 발매되었던 무라오카의 낭독을 모아 21세기에 발매된 CD

## 관련 드라마
- 하나코와 앤 (NHK 연속 텔레비전 소설 / 2014년 상반기)
  - 무라오카 하나코의 생애를 기록한 서적 「앤의 요람 (저자 : 무라오카 에리)」를 원작으로, 나카조노 미호가 각본을 다룬 작품.
  - 히로인 무라오카 하나코를 요시타카 유리코가 연기했다.

## 같이 보기
- 무라오카 케이조 (村岡敬三) : 하나코의 남편
- 무라오카 히토시 (村岡斎) : 케이지의 동생. 하나코의 도련님. 형과 함께 인쇄회사를 경영, 관동대지진 때 사망.
- 무라오카 헤이키치 (村岡平吉) : 하나코의 장인. 성경 인쇄를 통해 알려져 「바이블의 무라오카씨」라고 불린다. 1898년 복음인쇄합자회사 설립
- 무라오카 미도리 (村岡みどり) : 하나코의 양녀 (하나코의 여동생의 딸). 번역가이자 가인(歌人)
- 무라오카 미에 (村岡美枝) : 하나코의 손녀 (실제로는 의붓손자이자 큰조카). 번역가 · 영미 문학가. 앤 시리즈 마지막 권 『앤의 추억의 날들 (원제 : The Blythes Are Quoted)』을 번역
- 무라오카 에리 (村岡恵理) : 하나코의 손녀 (실제로는 의붓손자이자 조카). 미에의 여동생. 작가. 저서 『앤의 요람-무라오카 하나코의 생애-』는 앞에서 서술한 『하나코와 앤』의 원안이 된다. 미에와 함께 빨간머리 앤 기념관 · 무라오카 하나코 문고를 주재.
- 무라오카 노조미 (村岡希美) : 하나코의 조카손자 (케이조의 동생의 손자). 여배우. 앞에서 서술한 『하나코와 앤』에도 나옴
- 야나기와라 뱌쿠렌 (柳原白蓮) : 토요에이와여학교 재학시절 동창. 하나코의 마음의 벗으로 여겨진다.
- 이자벨라 블랙모어 : 토요에이와여학교 재학시절 교장. 하나코가 훈도를 받음.
- 카모 레이코 (加茂令子) : 토요에이와 재학시절 기숙사 사감. 재봉 교사
- 사사키 노부츠나 (佐佐木信綱) : 하나코의 고전문학 스승
- 히로오카 아사코 (広岡浅子) : 히로오카가 고텐바 · 니노오카에서 개최한 하기 스터디 그룹에, 야마나시 에이와여학교 교사 시절의 하나코가 1916년부터 참가. 하나코가 작가의 길에 뜻을 두는 계기가 되었다고 여겨짐.
- 카타야마 히로코 (片山廣子, 마츠무라 미네코 (松村みね子) : 하나코에게 동화 집필과 『왕자와 거지』 번역을 권유.
- 야마무로 군페이 (山室軍平) : 구세군 일본 사령관. 하나코가 케이지와 만나게 되는 계기가 된 『모세가 수학 세시국』의 번역을 의뢰. 그 후, 하나코는 구세군 전도 집회에도 게스트로 불려가기도 했다.
- 헬렌 켈러 : 일본 방문 시 하나코가 통역을 맡음.
- 코이케 키코우 (小池喜孝) : 전 미카사 서방 편집자. 빨간 머리 앤의 일본명 『赤毛のアン』이라고 명명한 사람.
- 나카무라 사키코 (中村佐喜子) : 카도카와 문고판 『빨간 머리 앤』의 역자. 하나코 버전의 신초문고판과 대등한 스테디셀러가 됨.
- 쿠마이 아이코 (熊井明子) : 하나코가 「붉은 머리 앤」시리즈의 「앤의 친구」 중에서 「잡향」이라고 번역한 「포푸리」를 일본에 소개
- 어린이의 시간 : 전쟁 전의 NHK 어린이 보도 프로그램. 전후 같은 목적의 프로그램인 「주간 어린이 뉴스」와의 사이에 직접적인 연결은 없다.
- 미치오 문고 라이브러리 - 하나코가 창설한 일본 최초의 가정도서관. 미치오는 하나코의 요절한 아들 이름.
- 빨간머리 앤 기념관 · 무라오카 하나코 문고 : 오오모리의 자택 터에 개설된 문학과
- 아키야마 치에코 (秋山ちえ子) : '라디오 아줌마'의 후계자. 하나코의 1년 후에 NHK 출연을 개시해, TBS 라디오로 옮겨 오랜 세월 방송을 담당.